# Погоня (гімн)
Погоня (біл. Пагоня) — пісня білоруською мовою на однойменний вірш Максима Богдановича.

## Використання
«Погоня» просувається національним гімном Республіки Білорусь. Гімн отримав популярність як один з символів протесту проти режиму Лукашенка, поряд з біло-червоно-білим прапором. Було проведено безліч акцій з виконанням гімну у громадських місцях: біля філармонії, в торгових центрах, в мінському метро, на Комарівському ринку.

## Текст
Текст вірша «Погоня» написаний Максимом Богдановичем в розпал Першої світової війни — в 1916 році в прифронтовому Мінську. При виконанні як гімн, як правило, остання строфа не співається, а останні рядки 2, 4 і 6 строфи повторюються двічі.
Толькі ў сэрцы трывожным пачую

За краіну радзімую жах,

Успомню Вострую Браму святую

I ваякаў на грозных канях.

У белай пене праносяцца коні,

Рвуцца, мкнуцца i цяжка хрыпяць,

Старадаўняй Літоўскай Пагоні

Не разбіць, не спыніць, не стрымаць!

У бязмерную даль вы ляціце,

А за вамі, прад вамі — гады.

Вы за кім у пагоню спяшыце?

Дзе шляхі вашы йдуць i куды?

Мо яны, Беларусь, панясліся

За тваімі дзяцьмі наўздагон,

Што забылі цябе, адракліся,

Прадалі i аддалі ў палон?

Біце ў сэрцы іх — біце мячамі,

Не давайце чужынцамі быць!

Хай пачуюць, як сэрца начамі

Аб радзімай старонцы баліць.

Маці родная, Маці-Краіна!

Не ўсцішыцца гэтакі боль.

Ты прабач, ты прымі свайго сына,

За Цябе яму ўмерці дазволь!

Ўсё лятуць i лятуць тыя коні,

Срэбнай збруяй далёка грымяць…

Старадаўняй Літоўскай Пагоні

Не разбіць, не спыніць, не стрымаць!

В 1929 році переклад вірша був здійснений українським поетом Михайлом Драй-Хмарою:
Тільки в серці почую, мій краю,

і тривогу за тебе, і гнів,

гостробрамську святиню згадаю

і на конях грізних вояків.

Скаженіють запінені коні

і, як вихор, женуть, і хриплять,-

стародавньої Литви Погоні

не розбить, не спинить, не стримать.

Перед вами — роки незміренні,

а за вами — століттів сліди,-

ви за ким женетеся, шалені?

Де шляхи ваші йдуть і куди?

Чи вони, Білорусе, погнались

отим дітям твоїм наздогон,

що забули тебе, відцурались,

продали, наче бранку, в полон?

Уражайте їх, бийте мечами,

не давайте чужинцями жить!

Хай почують, як серце ночами

за подолану матір болить!

Краю рідний, я — тільки людина,-

затамуй мою тугу німу!

Ти пробач, ти прийми свого сина,

дай умерти за тебе йому!

Все летять і летять оті коні,

срібні збруї далеко гримлять,-

стародавньої Литви Погоні

не розбить, не спинить, не стримать!